# Mario Verlijsdonk
Mario Verlijsdonk (Deurne, 29 juli 1958) is een Nederlands voormalig voetballer en huidig voetbalcoach.

## Spelersloopbaan
Verlijsdonk werd in 1978 bij amateurclub ZSV gescout door FC VVV. Daar debuteerde hij op 2 december 1979 in het eerste elftal tijdens een thuiswedstrijd tegen Telstar (1-1), als invaller voor Stanley Bish. De Deurnenaar ontwikkelde zich tot een multifunctionele speler die inzetbaar was als aanvaller, middenvelder of verdediger. In het seizoen 1984/85 werd hij clubtopscorer bij FC VVV met 13 doelpunten. Op 2 juni 1985 opende hij de score in de beslissende thuiswedstrijd tegen EVV Eindhoven (2-1) waardoor VVV naar de Eredivisie promoveerde. In 1986 stapte Verlijsdonk over naar Eindhoven waar hij nog drie jaar voetbalde.

## Clubstatistieken
| Seizoen         | Club            | Competitie      | Competitie | Competitie | Beker | Beker | Overige | Overige | Totaal | Totaal |
| Seizoen         | Club            | Competitie      | Wed.       | Dlp.       | Wed.  | Dlp.  | Wed.    | Dlp.    | Wed.   | Dlp.   |
| --------------- | --------------- | --------------- | ---------- | ---------- | ----- | ----- | ------- | ------- | ------ | ------ |
| 1979/80         | FC VVV          | Eerste divisie  | 21         | 4          | 0     | 0     | —       | —       | 21     | 4      |
| 1980/81         | FC VVV          | Eerste divisie  | 29         | 7          | 3     | 1     | —       | —       | 32     | 8      |
| 1981/82         | FC VVV          | Eerste divisie  | 31         | 10         | 1     | 0     | 5       | 1       | 37     | 11     |
| 1982/83         | FC VVV          | Eerste divisie  | 16         | 2          | 2     | 1     | 6       | 2       | 24     | 5      |
| 1983/84         | FC VVV          | Eerste divisie  | 27         | 5          | 2     | 0     | 6       | 0       | 35     | 5      |
| 1984/85         | FC VVV          | Eerste divisie  | 26         | 13         | 2     | 0     | —       | —       | 28     | 13     |
| 1985/86         | FC VVV          | Eredivisie      | 11         | 2          | 0     | 0     | —       | —       | 11     | 2      |
| 1986/87         | EVV Eindhoven   | Eerste divisie  | 33         | 2          | 1     | 0     | —       | —       | 34     | 2      |
| 1987/88         | EVV Eindhoven   | Eerste divisie  | 31         | 3          | 0     | 0     | —       | —       | 31     | 3      |
| 1988/89         | EVV Eindhoven   | Eerste divisie  | 9          | 1          | 0     | 0     | —       | —       | 9      | 1      |
| Carrière totaal | Carrière totaal | Carrière totaal | 354        | 49         | 11    | 2     | 17      | 3       | 382    | 54     |

## Trainersloopbaan
In 1989 werd Verlijsdonk assistent-trainer bij Eindhoven waar hij in drie periodes ook ad-interimhoofdtrainer was. In 1997 ging hij als assistent naar Helmond Sport waar hij ook periodes werkzaam was als hoofdopleidingen en trainer in de gezamenlijke jeugdacademie met VVV-Venlo. Op 28 september 2013 werd hij aangesteld als ad-interim-trainer van Helmond Sport na het ontslag van Eric Meijers. In oktober 2021 werd Verlijsdonk aangesteld als nieuwe hoofdtrainer van tweedeklasser NWC uit Asten.